# 石黒英彦

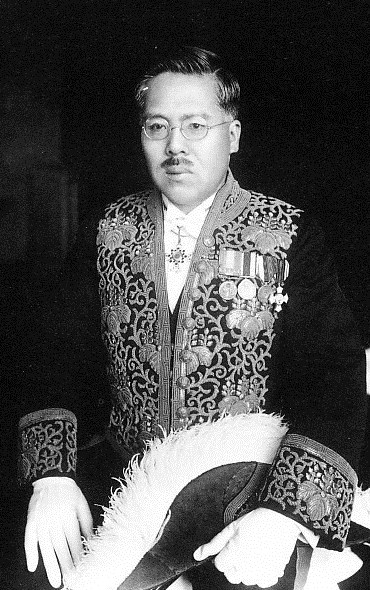
石黒英彦

石黒 英彦（いしぐろ ひでひこ、1884年12月20日 - 1945年6月21日）は、日本の文部・朝鮮総督府・台湾総督府官僚。

## 経歴
広島県出身。石黒清左衛門の五男として生まれる。広島中学、第三高等学校を経て、1910年7月、東京帝国大学法科大学法律学科（独法）を卒業。1911年5月、文部省維新史料編纂事務局書記となる。同年11月、文官高等試験行政科試験に合格。1913年6月、文部属となり普通学務局に配属。その後、兼内務属・地方局勤務、秋田県理事官、群馬県視学官などを歴任。
1919年8月、朝鮮総督府に転じ江原道第三部長に就任。さらに平安北道第三部長、同警察部長、朝鮮総督府内務局地方課長などを歴任した。1927年2月、台湾総督府に移り文教局長に就任し、次いで内務局長を務めた。
1931年5月、奈良県知事に就任。次いで1931年12月から1937年6月まで岩手県知事。在任中、二度に渡る大凶作や、1933年3月3日の昭和三陸地震などの復興に尽力した。大津波の翌年、石黒を中心に「慰霊の歌」と「復興の歌」が作られた。1937年6月～1938年12月、北海道庁長官。1938年北海道神宮内に開拓神社を設立。また1940年に開催されるはずだった札幌オリンピック実行委員会を設置した。同年12月、文部次官に就任。在任中、野球は一本勝負であるべきで、2回戦（2戦先勝方式）などは行うべきでない、総て真剣勝負であるという論法を出して東京六大学リーグを1回戦にした。1939年9月まで在任し退官した。
その後、1942年6月から1943年10月まで大政翼賛会錬成局長を務めた。墓所は多磨霊園。

## 栄典
- 1945年（昭和20年）6月27日 - 従三位[7]

## 親族
- 娘婿 細谷喜一（内務官僚）